# Szymon Ziółkowski
Szymon Jerzy Ziółkowski (* 1. července 1976, Poznaň, Velkopolské vojvodství) je polský atlet, olympijský vítěz z roku 2000 a mistr světa z roku 2001 v hodu kladivem. Na MS 2005 skončil třetí, avšak Bělorusové Vadim Děvjatovskij a Ivan Tichon byli dodatečně diskvalifikováni za doping a posunul se na první místo; v roce 2010 Mezinárodní sportovní arbitráž trest Děvjatovského zrušila pro nedostatek důkazů, takže se vrátil do čela a Ziółkowski byl klasifikován na druhém místě. Na mistrovství světa v roce 2009 získal rovněž stříbrnou medaili. Jeho osobní rekord byl 83,38 m. Kariéru ukončil v roce 2016. Věnuje se trenérství, jeho svěřencem je Paweł Fajdek.
V letech 2001 a 2005 získal cenu Złote Kolce pro polského atleta roku. Je komturem Řádu znovuzrozeného Polska.
Vystudoval matematiku na Univerzitě Adama Mickiewicze v Poznani. V letech 2015 až 2019 byl poslancem Sejmu za Občanskou platformu.